# Mary Lena Faulk
Mary Lena Faulk, född 15 april 1926 i Chipley i Florida, död 1995, var en amerikansk golfspelare.
Faulk hade en framgångsrik amatörkarriär. Hon vann U.S. Women's Amateur en gång, Georgia State Women's Amateur tre gånger, Florida East Coast Championship tre gånger, Helen Lee Doherty championships tre gånger och Georgia State Women's Medal Play Championship en gång. 1954 deltog hon i USA:s Curtis Cup-lag.
Hon blev professionell 1955. Därefter segrade hon i nio tävlingar på den amerikanska LPGA-touren, inklusive seger i majortävlingen Womens Western Open 1961.
Efter sin proffskarriär arbetade Faulk som golfinstruktör på Sea Island Golf Club i Georgia och senare på Broadmoor Country Club i Colorado Springs.

## Meriter

### Majorsegrar
- 1961 Womens Western Open

### LPGA-segrar
- 1956 Heart of America Golf Open
- 1957 St. Petersburg Golf Open
- 1958 Macktown Golf Open
- 1961 Babe Didrikson-Zaharias Golf Open, Eastern Golf Open, Triangle Round Robin Golf Tournament
- 1962 Peach Blossom Golf Tournament
- 1964 St. Petersburg Women's Golf Open

### Övriga segrar
- 1958 Homestead 4-Ball Golf Tournament (med Betty Jameson)

### Utmärkelser
- 1993 Georgia Golf Hall of Fame